# Галима Шугурова
Галима Ахметкареевна Шугурова (на руски: Галима Ахметкареевна Шугурова; на татарски: Галима Әхмәтгәрәй кызы Шөгурова) е бивша състезателка по художествена гимнастика, която представлява Съветския съюз. Тя е световна шампионка в многобоя от 1973 г.

## Биография
Шугурова е родена на 8 ноември 1953 г. в Омск, Западен Сибир, в семейство на сибирски татари. Учи история в Омския педагогически институт, а през 1975 г. завършва Омския институт за физическа подготовка.
Занимава се с художествената гимнастика от 8-годишна възраст. Дебютира на международна сцена на Световното първенство през 1969 г. във Варна, България, когато е 15-годишна. Печели златни медали на въже и топка. На Световното първенство през 1973 г. в Ротердам, Холандия, Шугурова печели златни медали на лента, топка и бухалки и дели първото място в многобоя с Мария Гигова.
Шугурова е третата съветска художествена гимнастичка, която става световна шампионка в многобоя, след Людмила Савинкова (1963) и Елена Карпучина (1967). Тя е и първата европейска шампионка в многобоя през 1978 г. 
Оттегля се от състезателна кариера през 1978 г. От 1983 г. се занимава с треньорска дейност. 